# Canal radicular

Detalle de un diente humano con dos raíces (y, por tanto, dos canales radiculares).
1. Diente 2. Esmalte dental 3. Dentina 4. Pulpa dentaria 5. pulpa coronal o cameral 6. pulpa radicular 7. Cemento 8. Corona 9. Cúspide 10. Surco 11. cuello 12. Raíz dental 13. Furca 14. Ápice de la raíz 15. Foramen del ápice 16. Sulcus gingivae
17. Periodonto 18.Encía 19. encia interdental o libre 20. encía marginal 21. encía alveolar 22. Ligamento periodontal 23. Hueso alveolar 24. Irrigación e inervación 25. canal radicular 26. Irrigación e inervación periodontal 27. canal alveolar

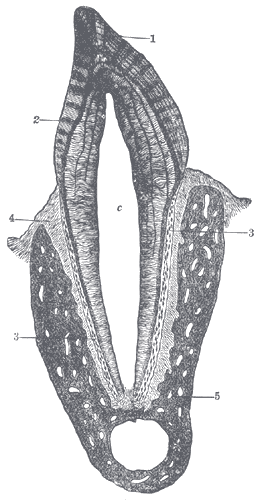
Corte del diente número 3 y su raíz. Sección vertical aumentada 15 veces. c cavidad de la pulpa; la parte superior es la corona y la parte inferior es la raíz. 1. = Esmalte con marcas radiales y concéntricas. 2. = Dentina con túbulos y líneas incrementales. 3. = Cemento (o crusta petrosa), con corpúsculos óseos. 4.= Periosteo dental. 5.= Mandíbula.

Un canal radicular es el espacio anatómico que aparece de manera natural dentro de la raíz de un diente. Un canal consiste en la cámara de la pulpa (dentro de la corona del diente), el(los) canal(es) principal(es), y partes más intrincadas que pueden conectar los canales radiculares entre sí o con la superficie de la raíz.  
La raíz de un diente es la porción del diente que se encuentra en el hueso alveolar, ubicado o bien en el hueso basal del hueso maxilar o bien en la mandíbula.
La raíz sirve de soporte del diente y está rematada por la corona dental. Está conectada y fijada al hueso alveolar por el ligamento periodontal. La raíz termina en su parte más próxima al hueso en un ápice.
Un diente puede tener una o varias raíces. El número de raíces es generalmente constante para un tipo de diente dado, con alguna variación posible.
- Dientes monorradiculados : incisivos, caninos
- Dientes birradiculados : premolares
- Dientes trirradiculados : muelas

El nivel donde varias raíces de un diente se separan se llama furcación.
La raíz no está protegida por el esmalte dental, sino por el cemento dental, mucho más fino, mientras que la corona sí está protegida por esmalte. La hipersensibilidad dentaria es pues muy frecuente cuando la raíz está desnuda. Esto puede suceder como consecuencia o bien de una enfermedad periodontal,  o bien como consecuencia de una recesión gingival debida a fuerzas excesivas ejercidas sobre los dientes (bruxismo o cepillado traumatizante).

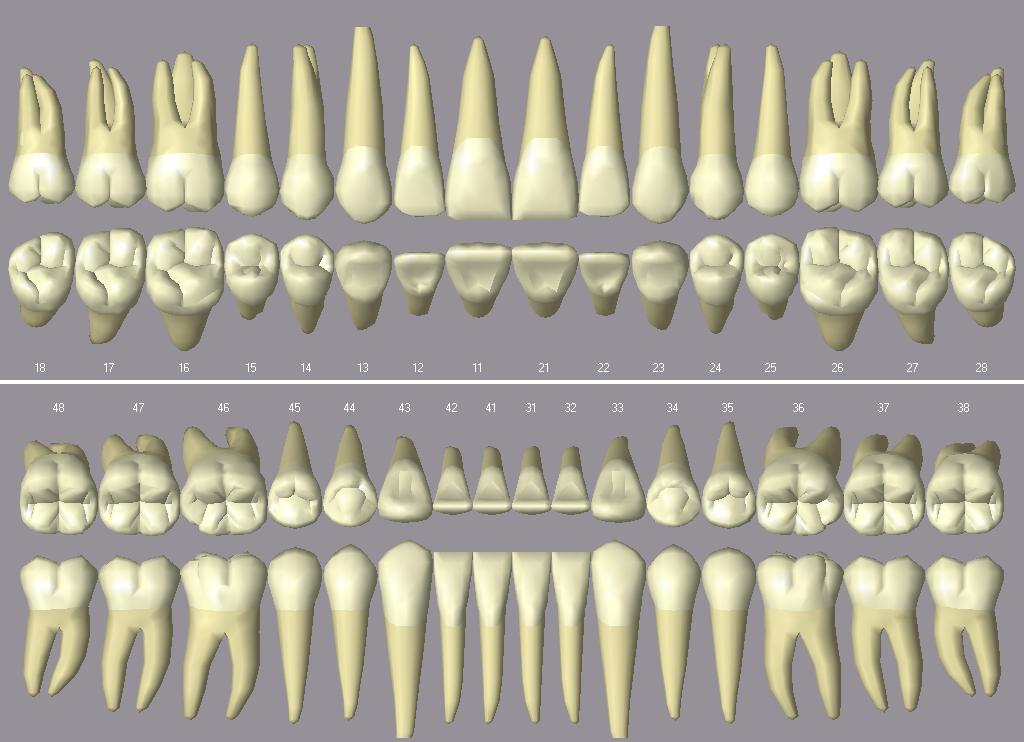
Imagen de los dientes permanentes de la dentición humana mostrando el número de raíces y, por tanto, los canales radiculares de cada diente.

## Estructura
En el centro de cada diente hay una zona hueca que alberga  tejidos blandos, como el nervio, los vasos sanguíneos y el tejido conectivo. Esta zona hueca contiene un espacio relativamente amplio en la parte coronal del diente llamado pulpa dentaria. Estos canales atraviesan el centro de las raíces, de forma similar a como el grafito atraviesa un lápiz. La pulpa recibe nutrición a través de los vasos sanguíneos, y los  nervios sensoriales llevan las señales al cerebro. Un diente puede ser aliviado del dolor si hay un daño irreversible en la pulpa, mediante un tratamiento de conductos.
La anatomía del conducto radicular consiste en la cámara pulpar y los conductos radiculares. Ambos contienen la pulpa dental. Las ramificaciones más pequeñas, denominadas "conductos accesorios", se encuentran con mayor frecuencia cerca del extremo de la raíz (ápice), pero pueden encontrarse en cualquier parte de la longitud de la raíz. El número total de conductos radiculares por diente depende del número de raíces del diente, que van de una a cuatro, cinco o más en algunos casos. A veces hay más de un conducto radicular por raíz. Algunos dientes tienen una anatomía interna más variable que otros. 
Una forma inusual del conducto radicular, una ramificación compleja (especialmente la existencia de ramas horizontales) y múltiples conductos radiculares se consideran las principales causas de los fracasos del tratamiento del conducto radicular. (Por ejemplo, si un conducto radicular secundario pasa desapercibido para el dentista y no se limpia y sella, permanecerá infectado, lo que provocará el fracaso del tratamiento de conductos).

### Sistema de conductos radiculares
Las características específicas y la complejidad de la anatomía interna de los dientes se han estudiado a fondo. Utilizando una técnica de réplica en miles de dientes, Hess puso de manifiesto ya en 1917 que el espacio interno de las raíces dentales suele ser un sistema complejo compuesto por una zona central, con conductos radiculares con forma de sección transversal redonda, ovalada o irregular, y partes laterales como, aletas, anastomosis y conductos accesorios. De hecho, este componente lateral puede representar un volumen relativamente grande, lo que supone un reto para la fase de limpieza del procedimiento de instrumentación, ya que los restos de tejido de la pulpa vital o necrótica, así como los elementos infecciosos, no se eliminan fácilmente en estas zonas. Por lo tanto, la imagen de que los conductos radiculares tienen una forma lisa y cónica suele ser demasiado idealista y subestima el alcance de la instrumentación del conducto radicular.

### Contenido

Procedimientos para la endodoncia

El espacio dentro de los conductos radiculares está lleno de un tejido conectivo altamente vascularizado y suelto, llamado pulpa dental. La pulpa dental es el tejido del que está compuesta la dentina del diente. La pulpa dental ayuda a completar la formación de los  dientes permanentes o dientes adultos, uno o dos años después de la erupción en la boca. La pulpa dental también nutre e hidrata la estructura del diente, haciendo que el diente sea más resistente, menos frágil y menos propenso a fracturarse al masticar alimentos duros. Además, la pulpa dental proporciona una función sensorial de calor y frío.

### Variación

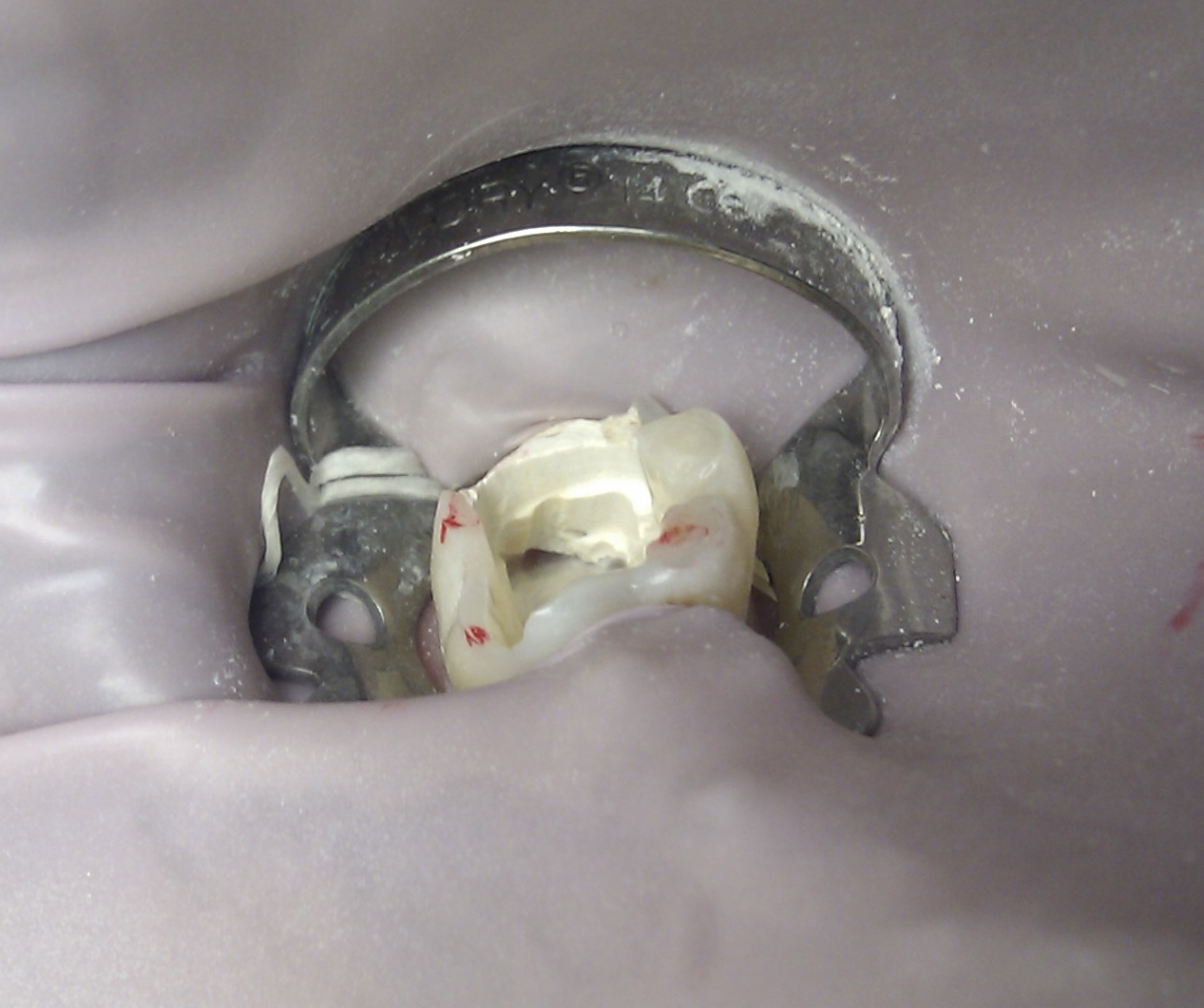
Pulpa radicular extraída, limpiada y preparada para el empaste y la colocación de una corona

Los conductos radiculares que presentan una sección transversal ovalada se encuentran en el 50-70% de los conductos radiculares. Además, los conductos con una sección transversal "en forma de lágrima" son comunes cuando una sola raíz contiene dos conductos (como ocurre, por ejemplo, con la raíz mesial adicional que se observa en los molares inferiores), sutilezas que pueden ser más difíciles de apreciar en las radiografías clásicas. 
Estudios recientes han demostrado que el uso de tomografía computarizada descendente puede detectar conductos accesorios que habrían pasado desapercibidos en el 23% de los casos, lo que a su vez puede provocar una periodontitis apical. Los molares superiores, en particular, están predispuestos a tener un canal accesorio oculto en casi la mitad de los pacientes.

## Dientes permanentes
Los dientes humanos tienen diferentes números de raíces (Canales radices dentes). El primer premolar superior tiene dos raíces, el segundo premolar superior suele tener una sola raíz. Las raíces de los dientes suelen estar parcialmente fusionadas, o los dientes con una sola raíz se separan para formar dos puntas radiculares, como se observa ocasionalmente en los cúspides superiores. Cada raíz tiene al menos un conducto radicular (canalis radicis dentis) anomalías de las raíces ocurren. Normalmente, incisivos (Incisivi) y cuspids (caninos) tienen una raíz con un conducto radicular, los molares pequeños (praemolares) tienen de una a dos raíces con el mismo número de conductos radiculares. Las raíces de las dientes pueden ser muy variables, tanto en número como en forma. Algunas formas radiculares conllevan el riesgo de fractura radicular si es necesaria la extracción dentaria. La preparación completa de los conductos radiculares de estos dientes durante el tratamiento de conductos a menudo no es posible.
El punto de separación de dos raíces se denomina bifurcación, el de tres raíces trifurcación.

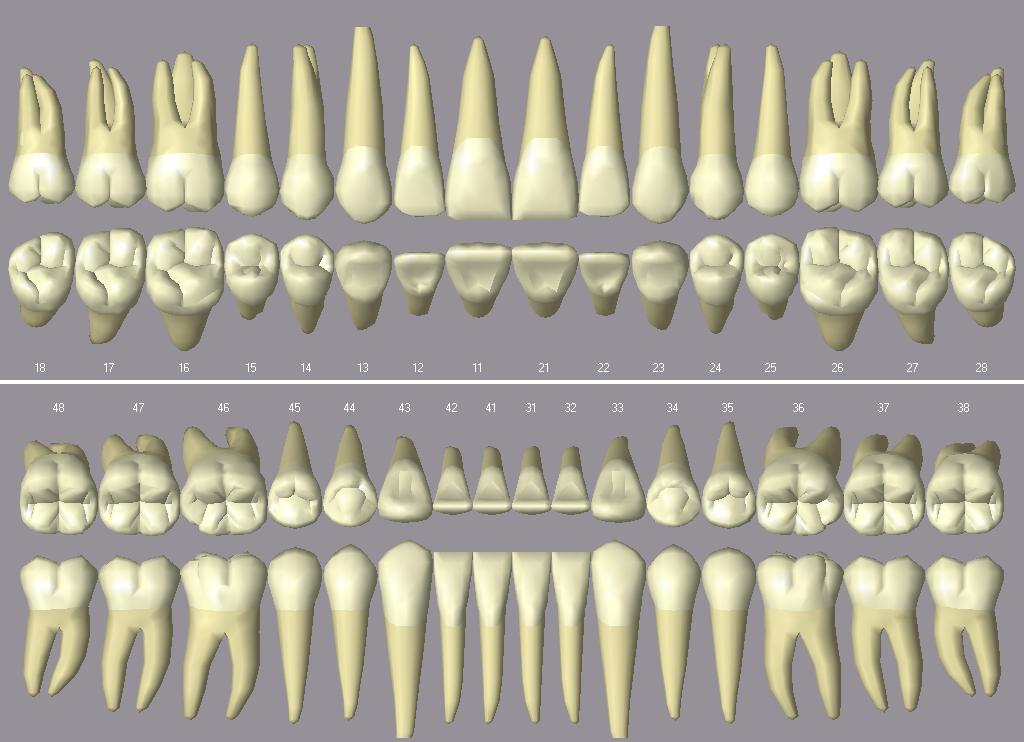
Los dientes permanentes de la dentición humana (cada diente en dos vistas).

### Número de raíces y conductos radiculares
El número de raíces y conductos radiculares de los dientes permanentes se muestra en la siguiente tabla, aunque pueden existir desviaciones. La raíz mesial de los molares inferiores suele tener dos conductos radiculares. La tabla muestra la frecuencia porcentual del número de raíces (según Ingle) y la frecuencia porcentual del número de conductos radiculares (según Schumacher) indicado.
| Diente - nomenclatura (FDI) | Número de raíces dentales | Número de conductos radiculares  |
| --------------------------- | ------------------------- | -------------------------------- |
| Mandíbula superior          |                           |                                  |
| 11, 21                      | 1                         | 1                                |
| 12, 22                      | 1                         | 1                                |
| 13, 23                      | 1                         | 1                                |
| 14, 24                      | 1 2 (>60 %) 3             | 1 ( 9,0 %) 2 (85,0 %) 3 ( 6,0 %) |
| 15, 25                      | 1 (>85 %) 2               | 1 (75,0 %) 2 (24,0 %) 3 ( 1,0 %) |
| 16, 26                      | 3                         | 3 (41,1 %) 4 (56,5 %) 5 ( 2,4 %) |
| 17, 27                      | 3                         | 3 4                              |
| 18, 28                      | variabel                  | variabel                         |
| Mandíbula inferior          |                           |                                  |
| 31, 41                      | 1                         | 1 (70,1 %) 2 (29,9 %) 3 ( 0,5 %) |
| 32, 42                      | 1                         | 1 (56,9 %) 2 (43,1 %)            |
| 33, 43                      | 1                         | 1 (94,0 %) 2 ( 6,0 %)            |
| 34, 44                      | 1 (74,0 %) 2 (26,0 %)     | 1 (73,5 %) 2 (26,0 %) 3 ( 0,5 %) |
| 35, 45                      | 1 (85,0 %) 2 (15,0 %)     | 1 (85,5 %) 2 (13,0 %) 3 ( 0,5 %) |
| 36, 46                      | 2                         | 2 ( 6,7 %) 3 (64,4 %) 4 (28,9 %) |
| 37, 47                      | 2                         | 2 3 4                            |
| 38, 48                      | variable                  | variable                         |

## Significado clínico
Endodoncia es también un término coloquial para una operación dental,  terapia endodóntica, en la que se limpia la pulpa, se desinfecta el espacio y se rellena.
Cuando se utiliza níquel titanio rotativo (NiTi), las limas se utilizan en canales con secciones transversales planas-ovaladas o en forma de lágrima, se crea un orificio circular debido a la acción rotacional del metal. Además, las cavidades pequeñas dentro del canal, como los huecos bucales o linguales, pueden no ser instrumentadas dentro del diente, dejando potencialmente enfermedad residual durante la desinfección.
Los restos de tejido o biofilm a lo largo de estos recesos no instrumentados pueden conducir al fracaso debido tanto a una desinfección inadecuada como a la incapacidad de obturar adecuadamente el espacio del canal radicular. En consecuencia, el biofilm debe eliminarse con un desinfectante, comúnmente hipoclorito de sodio, durante el tratamiento del canal radicular.